# Aenictus steindachneri
Aenictus steindachneri är en myrart som beskrevs av Mayr 1901. Aenictus steindachneri ingår i släktet Aenictus och familjen myror. Inga underarter finns listade i Catalogue of Life.